# Setra S 419 GT-HD
Setra S 419 GT-HD — туристический автобус, выпускаемый немецкой компанией Setra с 2003 по 2013 год. Вытеснен с конвейера моделью Setra S 519 HD. 

## Описание
Автобус Setra S 419 GT-HD впервые был представлен в 2003 году в Коломне. Вместимость автобуса 67 мест.
Вторая дверь расположена не впереди, а сзади. В конце салона присутствует туалет, не вызывающий неприятных запахов. Рядом с туалетом присутствует мини-кухня. Рядом с мини-кухней присутствует место для «стюардессы», которое ранее было рядом с местом водителя.
Наверху присутствует три телевизора, которые появляются при нажатии кнопки водителем или «стюардессой».

## Эксплуатация
| Страна     | Предприятие         | Серии   | Количество |
| ---------- | ------------------- | ------- | ---------- |
| Люксембург | Voyages Emile Weber | 501—502 | 2          |
| Люксембург | Voyages Vandivit    | VV2045  | 1          |